# Агент Картер (фильм)
«Аге́нт Ка́ртер» (англ. Agent Carter) — короткометражный фильм про персонажа комиксов Marvel Пегги Картер. 4-я по счёту короткометражка Marvel One-Shots. Режиссёром выступил Луис Д’Эспозито, сценаристом — Эрик Пирсон. Главную роль сыграла Хейли Этвелл. После окончания Второй мировой войны Пегги Картер работает в СНР и отправляется на одиночную миссию.
Короткометражка была выпущена на цифровых изданиях фильма «Железный человек 3» и вызвала благоприятные отзывы критиков. Фильм выиграл премию Golden Reel Awards. Вскоре телеканал ABC заказал телесериал «Агент Картер», который транслировался с января 2015 года по март 2016 года.

## Сюжет
Действие короткометражки разворачивается спустя год после событий фильма «Первый мститель». Пегги Картер работает в Стратегическом Научном Резерве (СНР) в период доминирования в обществе сексизма. Она занимается обработкой данных и расшифровкой кодов. Её босс, агент Джон Флинн, отправляет нескольких мужчин-агентов на задание выследить таинственную организацию «Зодиак». Ночью в офисе Пегги по телефону получает координаты местонахождения «Зодиака». Для задания требуется 3—5 агентов, но Пегги собирается идти в одиночку. Отбившись от нескольких охранников, Картер удаётся заполучить сыворотку «Зодиака». На следующий день Флинн делает Картер предупреждение за нарушение субординации. После телефонного разговора с Говардом Старком Флинн сообщает, что Пегги приглашают возглавить организацию Щ.И.Т..
В сцене после титров Дум-Дум Дуган и Говард Старк любуются на женщин, на которых надеты бикини.

## Актёры
| Актёр          | Роль                                    |
| -------------- | --------------------------------------- |
| Хейли Этвелл   | Пегги Картер                            |
| Брэдли Уитфорд | Джон Флинн                              |
| Доминик Купер  | Говард Старк                            |
| Нил Макдонаф   | Тимоти «Дум-Дум» Дуган                  |
| Крис Эванс     | Стив Роджерс / Капитан Америка (архивы) |
| Шейн Блэк      | звонивший                               |

## Создание

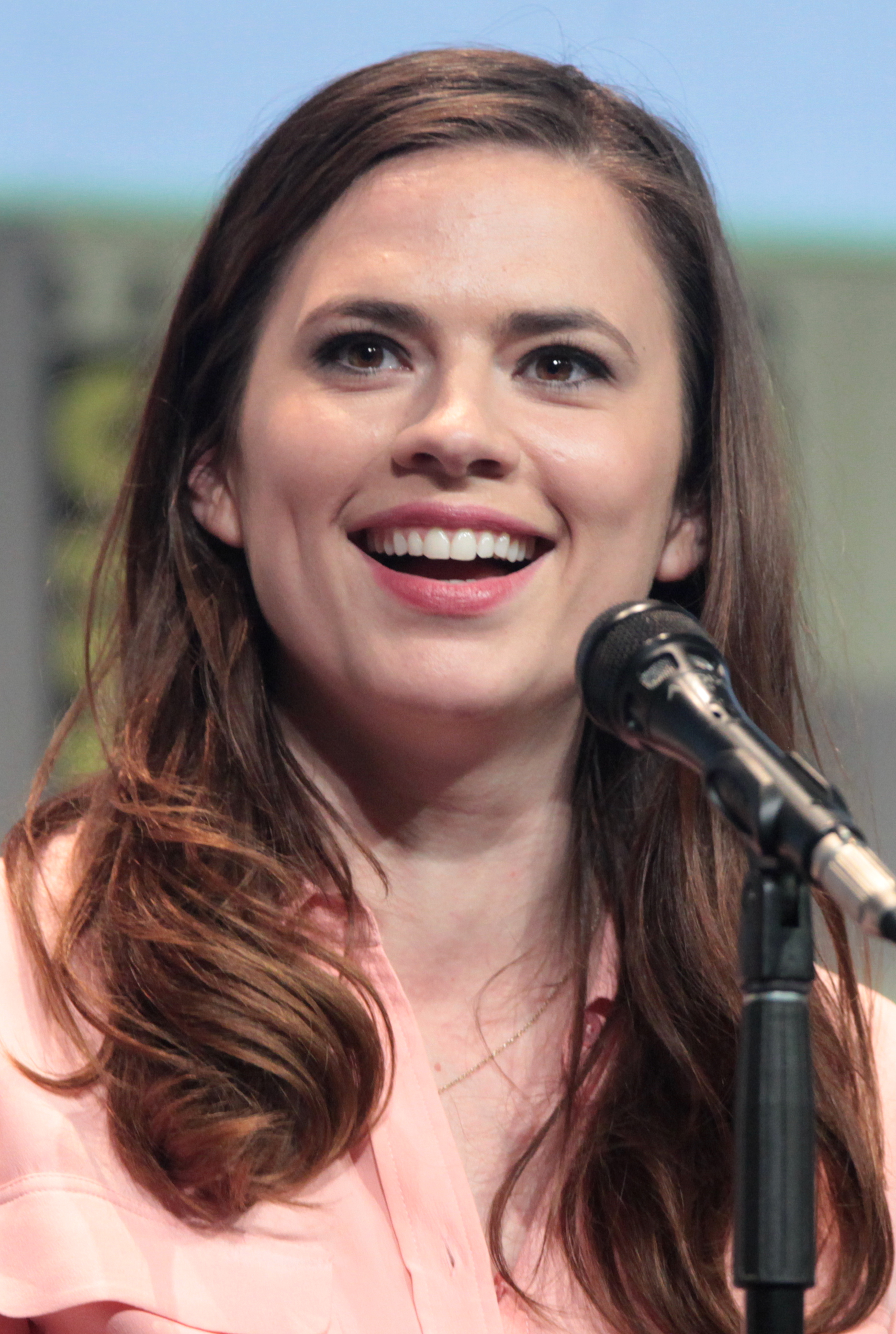
Хейли Этвелл

В августе 2011 года кинокомпания Marvel Studios сообщила, что несколько короткометражных фильмов, также известные как Marvel One-Shots, будут выпущены в формате direct-to-video. «Это забавный способ поэкспериментировать с новыми персонажами и идеями. Но, что ещё более важно, это способ расширить кинематографическую вселенную Marvel», — отмечал продюсер Брэд Виндербаум. Одной из идей короткометражек был спин-офф про Пегги Картер, действие которого разворачивается после фильма «Первый мститель».
В качестве режиссёра короткометражного фильма был приглашён сопредседатель Marvel Studios Луис Д’Эспозито. Ранее он снимал предыдущую короткометражку «Образец 47». На должность сценариста был утверждён Эрик Пирсон — автор фильмов One-Shots, в частности «Консультант» и «Забавный случай на пути к молоту Тора». Бюджет «Агента Картер» в два раза превысил «Образец 47». Хейли Этвелл согласилась на участие после того, как посмотрела «Образец 47». Также актриса заинтересовалась раскрыть потенциал своей героини Пегги Картер. Этвелл репетировала трюки на протяжении трёх дней.
«Агент Картер» снимался пять дней. В качестве оператора-постановщика был привлечён Габриэль Беристэйн. При съёмках использовались две камеры с двумя старыми объективами (один для ночи, другой для дня), которые, как считал Д’Эспозито, придают периоду 1940-х наиболее современный вид. Для экшн-сцен использовались Steadicam и операторская тележка. В короткометражке использовались кадры с визуальными эффектами Нью-Йорка 1940-х годов из «Первого мстителя». Эпизод, в котором Картер «залетает с пистолетом в дверь», и последний бой с громилой, охранявшим сыворотку, создавались в графике. В начале 2013 года Marvel обратилась к студии Perception с просьбой создать начальные и финальные титры. При создании финальной 2D-сцены художники совместили 2D и 3D-анимацию.
В качестве композитора выступил Кристофер Леннерц, который ранее уже работал с Д’Эспозито над «Образцом 47». Д’Эспозито пытался подобрать музыку, которая соответствовала бы атмосфере фильма. Поэтому в качестве примера он предложил композицию «Secret Agent Man» Джонни Риверса, несмотря на то, что трек был выпущен в 1960-х. По мнению Луиса, Леннерц воссоздал атмосферу блокбастеров, таких как Джеймс Бонд.

## Выход и критика
Впервые «Агент Картер» был показан на фестивале Comic-Con 2013 в Сан-Диего. 3 сентября 2013 года фильм был выпущен в цифровом формате вместе с «Железный человеком 3», а на Blu-ray-изданиях — 24 сентября. Также короткометражка вошла в бокс-сет «Marvel Cinematic Universe: Phase Two Collection», в котором содержатся картины второй фазы КВM и остальные фильмы Marvel One-Shots. Набор дисков поступил в продажу 8 декабря 2015 года.
Рози Флетчер из Total Film отмечала, что посетители Comic-Con хорошо отозвались о короткометражке, и высоко оценила актёрскую игру Этвелл. По её мнению, лента смотрится потрясающе и сочетает в себе восхитительные экшн-сцены. Рецензент CraveOnline Энди Хансакер поставил 8,5 баллов из 10, написав, что фильм достойно провёл для Картер «прощальную вечеринку», которую она заслуживает. Скотт Коллура, обозреватель портала IGN, назвал Этвелл супергероиней, которую зрители очень долго ждали. Редактор сайта Movie Ramblings Колин Миллер назвал ленту лучшей среди Marvel One-Shots, отметив остроумный сценарий и режиссуру Д’Эспозито. По мнению портала Flickering Myth, невероятные камео и сцена после титров должны вызвать улыбку на лице каждого. «Агент Картер» демонстрирует, насколько Marvel привержены идее расширить вселенную.
На премии Golden Reel Awards короткометражка победила в номинации «Лучший монтаж звука и музыки: Direct to Video — Live Action».

## Телесериал
Сериал «Агент Картер», вдохновлённый короткометражным фильмом, был заказан телеканалом ABC 8 мая 2014 года. Премьера первого сезона состоялась 6 января 2015 года. Доминик Купер и Нил Макдонаф вернулись к ролям Говарда Старка и Дум-Дум Дугана соответственно. Д’Эспозито отснял пилотную серию, а Леннерц занимался музыкой. Создателями сериала выступили Кристофер Маркус и Стивен Макфили — авторы фильмов про Капитана Америка. В качестве шоураннеров выступили Тара Баттерс, Мишель Фазекас и Крис Динджесс. По сюжету сериала Пегги Картер работает в СНР и выполняет тайные миссии для Старка. 7 мая 2015 года шоу было продлёно на второй сезон. В следующем году сериал «Агент Картер» официально закрыли.